# Siergiej Klimienko
Siergiej Wasiljewicz Klimienko, Serhij Wasylowycz Kłymenko (ros. Сергей Васильевич Клименко, ukr. Сергій Васильович Клименко, ur. 11 stycznia 1925 we wsi Zoziw w rejonie lipowieckim w obwodzie winnickim, zm. 21 stycznia 1945 pod Bydgoszczą) – radziecki żołnierz, czerwonoarmista, uhonorowany pośmiertnie tytułem Bohatera Związku Radzieckiego (1945).

## Życiorys
Urodził się w ukraińskiej rodzinie chłopskiej. Uczył się w szkole wiejskiej, w 1935 wraz z rodziną przeniósł się do miasta Zima w obwodzie irkuckim, gdzie skończył 5 klas szkoły średniej. Po ataku Niemiec na ZSRR pracował w fabryce, w listopadzie 1942 został powołany do armii, do lutego 1944 służył w oddziale karabinów maszynowych w Zabajkalskim Okręgu Wojskowym, w 1944 został członkiem WKP(b). Od marca 1944 walczył na 1 Froncie Białoruskim jako żołnierz oddziału karabinów maszynowych 113 gwardyjskiego pułku piechoty 38 Gwardyjskiej Dywizji Piechoty 70 Armii, za zasługi bojowe podczas operacji białoruskiej latem 1944 został odznaczony dwoma medalami. Szczególnie wyróżnił się podczas walk na ziemiach polskich 18 sierpnia 1944, gdy w walkach o wieś Sitki na wschód od Radzymina brał udział w odpieraniu siedmiu niemieckich kontrataków, niszcząc czołg i zabijając wielu żołnierzy wroga; został wówczas dwukrotnie ranny. Po wyjściu ze szpitala brał udział w styczniowych walkach w 1945, w tym w walkach pod Bydgoszczą, gdzie zginął. Po wojnie został pochowany w Bydgoszczy. Jego imieniem nazwano szkołę średnią i ulicę w mieście Zima.

## Odznaczenia
- Złota Gwiazda Bohatera Związku Radzieckiego (pośmiertnie, 24 marca 1945)
- Order Lenina (pośmiertnie)
- Medal „Za zasługi bojowe”
- Medal „Za Odwagę”